# Darryl Wilson
Darryl Jerome Wilson (Columbus, 24 maggio 1974) è un ex cestista statunitense.

## Carriera
Uscito dalla Mississippi State University nel 1996, nell'aprile di quell'anno viene scelto al draft USBL dai Florida Sharks, ma a maggio viene tagliato. Tra l'ottobre e il novembre del 1996 gioca cinque partite nella Serie A2 italiana con il Don Bosco Livorno, dove sostituisce temporaneamente l'infortunato Dante Calabria. Alla sua seconda gara, un suo tiro allo scadere decide il derby casalingo contro Montecatini. In questa parentesi realizza poco meno di 10 punti a partita (9,8) in 29 minuti di utilizzo medio.
Nel 1997-98 gioca in Islanda nel Grindavík. Nelle 18 partite da lui disputate, Wilson si impone come miglior realizzatore del campionato con una media di 33,3 punti a partita, a cui aggiunge una per con il 47% al tiro da tre. In occasione della trasferta vinta sul campo del KFÍ mette a segno 53 punti. Nelle giornate finali della regular season, la dirigenza lo taglia per motivi disciplinari. La squadra, che in quel momento era prima in regular season, ai play-off viene sorprendentemente eliminata dall'ottava classificata, lo ÍA.
Nell'estate del 1998 si unisce alla Virtus Ragusa, formazione che si apprestava a disputare da neopromossa il suo primo campionato di Serie A2. Arrivato con un contratto tagliabile, a dicembre viene confermato fino al termine della stagione. Con 19,6 punti di media contribuisce al raggiungimento della salvezza, ottenuta all'ultima giornata grazie alla vittoria interna per 72-62 su Roseto (27 i punti di Wilson). L'undicesimo posto finale, inoltre, consente ai siciliani di raggiungere i play-off, dove Ragusa supera anche il primo turno battendo Jesi con un 2-0 nella serie, salvo poi uscire in semifinale contro Reggio Calabria.
Successivamente ha una breve parentesi in Argentina al Belgrano San Nicolás. Nel 2000-2001 invece fa parte dei Memphis Houn'Dawgs militanti nella prima edizione della nuova lega ABA, ma nel marzo del 2001 viene richiamato a Ragusa complice il taglio di Corey Allen. Scende in campo nelle ultime cinque gare di regular season (22,2 punti di media) e nei play-off, dove la squadra raggiunge nuovamente le semifinali ma viene eliminata in questo caso da Reggio Emilia con un 3-2 nella serie.
Confermato anche per la stagione seguente, Wilson chiude l'annata come terzo miglior marcatore della Legadue 2001-2002, con una media di 23,2 punti a partita.
Per il 2002-03 passa al Maccabi Rishon LeZion, in Israele. In 27 gare segna 18,5 punti di media.
Torna nel campionato italiano di Campionato di Legadue nel 2003-04, a seguito della firma con la Robur Osimo. Anche in questa occasione, a fine torneo risulta il terzo miglior marcatore, grazie ai suoi 25,1 punti a gara.
Tra il 2004 e il 2006 ha la sua prima parentesi con lo Scafati Basket. In entrambe le annate, le sue medie punti in regular season sono comprese fra i 18 e i 19 punti (rispettivamente 18,1 e 18,9). Durante il suo secondo campionato in terra campana, a gennaio viene sospeso per motivi disciplinari e reintegrato pochi giorni dopo. La stagione 2005-2006 si rivela comunque particolarmente positiva per la formazione gialloblu, visto che oltre alla Coppa Italia di Legadue arriva anche il primo posto nella Legadue 2005-2006 con conseguente storica promozione in Serie A.
Inizia la stagione 2006-07 in Turchia al Mersin BŞB dove gioca 13 partite a 13,5 punti di media, fintanto che a dicembre va a terminare l'annata in Israele all'Ironi Ramat Gan con cui realizza invece 18,9 punti di media.
Ritorna nuovamente in Italia nell'estate del 2007, quando viene ingaggiato dalla RB Montecatini. Con i toscani colleziona 13 presenze, ma a febbraio il suo contratto annuale viene rilevato dallo Scafati Basket, militante in Serie A grazie alla promozione ottenuta due anni prima quando Wilson era in rosa. Nella massima serie disputa 13 partite viaggiando a 11,9 punti a gara, che non servono però al club per evitare la retrocessione.
Chiude la carriera nel 2009 giocando con i Tupelo Rock-n-Rollers nella lega statunitense minore WBA.

## Palmarès
- Campione USBL (1996)
- Coppa Italia di Legadue: 1
 Scafati Basket: 2006
- All-WBA First Team (2009)